# Tour de Romandía 1952
La 6.ª edición del Tour de Romandía se disputó del 17 de abril al 20 de abril de 1952 con un recorrido de 832 km dividido en 5 etapas, con inicio y fin en Payerne.
El vencedor fue el holandés Wout Wagtmans, cubriendo la prueba a una velocidad media de 35,1 km/h.

## Etapas[1]
| Etapa | Recorrido        | Km  | Ganador          |
| 1.ª   | Payerne-Martigny | 182 | Wout Wagtmans    |
| 2.ª   | Martigny-Ginebra | 201 | Andrea Carrea    |
| 3.ªa  | Ginebra-Yverdon  | 121 | Jozef Schils     |
| 3.ªb  | Yverdon-Bienne   | 95  | Armando Barducci |
| 4.ª   | Bienne-Payerne   | 233 | Hugo Koblet      |

## Clasificaciones
Así quedaron los diez primeros de la clasificación general de la segunda edición del Tour de Romandía
| \| 1. \| Wout Wagtmans \| Países Bajos \| 23h46'42" \| \| \| 2. \| Hugo Koblet \| Suiza \| + 1'49" \| \| \| 3. \| Raymond Impanis \| Bélgica \| + m.t \| \| \| 4. \| Fausto Coppi \| Italia \| + 8'32" \| \| \| 5. \| Fritz Schaer \| Suiza \| + m.t \| \| \| 6. \| Giorgio Albani \| Italia \| + 11'44" \| \| \| 7. \| Donato Zampini \| Italia \| + 13'40" \| \| \| 8. \| Jean Kirchen \| Luxemburgo \| + 13'46" \| \| \| 9. \| Jozef Schils \| Bélgica \| + 15'12" \| \| \| 10. \| Carlo Clerici \| Suiza \| + 16'13" \| \| |                 |              |           |  |
| 1. | Wout Wagtmans   | Países Bajos | 23h46'42" |  |
| 2. | Hugo Koblet     | Suiza        | + 1'49"   |  |
| 3. | Raymond Impanis | Bélgica      | + m.t     |  |
| 4. | Fausto Coppi    | Italia       | + 8'32"   |  |
| 5. | Fritz Schaer    | Suiza        | + m.t     |  |
| 6. | Giorgio Albani  | Italia       | + 11'44"  |  |
| 7. | Donato Zampini  | Italia       | + 13'40"  |  |
| 8. | Jean Kirchen    | Luxemburgo   | + 13'46"  |  |
| 9. | Jozef Schils    | Bélgica      | + 15'12"  |  |
| 10. | Carlo Clerici   | Suiza        | + 16'13"  |  |